# Isabel Franc
Isabel Franc (Barcelona 1955) es escritora. En algunas de sus novelas firma con el seudónimo de Lola Van Guardia. Sus obras se caracterizan por el humor y por estar generalmente centradas en el mundo de la homosexualidad femenina. También ha impartido conferencias y cursos de escritura. Ha sido invitada por diversas universidades estadounidenses. Su estilo, caracterizado por el sentido del humor, combina la sátira, la ironía y la parodia en un universo donde las mujeres son las protagonistas.

Escribe con sarcasmo y ternura a partes iguales sobre unos seres que podrían pulular por una película de Woody Allen aunque tengan un pie siempre puesto en una de Almodóvar
El País

Desde 2010 es profesora en la Escola d’Escriptura de l’Ateneu Barcelonès donde imparte cursos de escritura y literatura humorística, entre otros. Ha colaborado como articulista en diversas publicaciones. En la actualidad es colaboradora habitual de La Independent, Agencia de Noticias con Visión de Género.

## Obra

### Novelas
Se dio a conocer para la literatura con Entre todas las mujeres (Tusquets 1992), una obra finalista del Premio La Sonrisa Vertical. 
Es la autora de la celebrada Trilogía de Lola Van Guardia, editada por Egales, que incluye los títulos: Con Pedigree (1997), Plumas de Doble Filo (1999) y La mansión de las Tríbadas (2002), traducidas a varios idiomas.
En noviembre de 2004 publicó No me llames cariño (Egales) que recibió el Premio Shangay a la mejor novela del año. 
En 2006 Las razones de Jo, publicada en Lumen y calificada como “una versión insólita, divertida e irreverente de Mujercitas”
En 2012 Elogio del Happy End,  publicada en Egales y ganadora del VI Premio Terenci Moix de Literatura LGBT.

### Narración corta
2008 Cuentos y fábulas de Lola Van Guardia (Egales) recopilación de relatos. 

#### Obras colectivas
Otras Voces (Egales 2002). Las chicas con las chicas (Egales 2008). Noves dames del crim (Llibres del Delicte, 2015), Ábreme con cuidado (ed. Dos bigotes 2015) con Incidente en el salón, una parodia del famoso salón de Natalie Barney en la Rive Gauche parisina de los años 20, y Donde no puedas amar no te demores (Egales 2016).

### Novela gráfica
En 2010 publica, junto con la dibujante Susanna Martín, Alicia en un mundo real (Norma cómic) una novela gráfica sobre el cáncer de mama, no exenta de ironía, que recibió el Premio Jennifer Quiles 2011. 
En 2014, de nuevo en colaboración con Susanna Martín y Norma cómic, publica Sansamba, otra novela gráfica con toques autobiográficos. Una reflexión sobre las fronteras culturales y emocionales a partir de una amistad supuestamente imposible. 

### Ensayo
- 2007: '«Del pozo a la hiena: humor e ironía en la llamada literatura lésbica» en el volumen colectivo Cultura, homosexualidad y homofobia. Vol II Amazonia: retos de visibilidad lesbiana (Laertes 2007).[20]

- 2012: «Envers un Elogi del happy end», en Accions i reinvencions. Cultures lésbiques a la Catalunya del tombant de segle XXI (UOC).[21] Coordinado por Meri Torras.

- En 2013 aparece el libro colectivo Desconocidas & Fascinantes[22] en Egales, una recopilación de minibiografías para visibilizar a mujeres silenciadas.

- En 2017 coordina y edita Las HumoristAs. Ensayo poco serio sobre mujeres y humor,[23] publicado por Icaria. En tono humorístico, el libro hace una profunda reflexión sobre la presencia/ausencia de las mujeres en el terreno del humor.

### Traducción y edición
Es cotraductora de El jardín de Shahrzad (Egales 2008), editora y prologuista de la nueva versión de Ladies Almanach de Djuna Barnes (Egales 2008).

### Teatro
Participó en el montaje teatral Yo soy Gloria Fuertes, de Gloria Bosch dirigido por Ariadna Martí de Puig. Es autora de la obra De Generacions, un texto para tres personajes que nos presenta cómo entienden, viven y expresan el feminismo dos generaciones separadas en el tiempo. 

## Premios
- 1992: Finalista del premio La Sonrisa Vertical.
- 2004: Premio Shangay.
- 2011: Premio Jennifer Quiles.
- 2011: Premio Fundación Arena de Narrativa GLBTQ.[27]